# Yoreh De'ah
Yoreh De'ah è una sezione della raccolta di leggi ebraiche (Halakhah) scritta verso il 1300 da Rabbi Jacob ben Asher e intitolata Arba'ah Turim. Questa sezione tratta di tutti gli aspetti della legge ebraica con esclusione di ciò che si riferisce al calendario ebraico o alla finanza, responsabilità civile, matrimonio, divorzio e condotta sessuale. È quindi un complesso di regole molto diversificato. Rabbi Yosef Karo ha modellato la struttura del suo Shulkhan Arukh (שולחן ערוך) - una collezione di leggi ebraiche pratiche - secondo la Arba'ah Turim, chiamando l'equivalente sezione con lo stesso titolo, Yoreh De'ah. Anche molti altri commentatori successivi hanno utilizzato questa struttura letteraria. Quindi,Yoreh De'ah, nell'uso comune, può riferirsi ad un'area di halakhah, non specificamente o esclusivamente a quella di Rabbi Jacob ben Asher.
Alcuni dei temi trattati sono i seguenti:
- Kasherut,
- Circumcision,
- Gentili,
- Idolatria,
- Proibizione di addebitare interessi,
- Giuramenti,
- Conversione,
- Onorare i genitori,
- Onorare gli studiosi e gli anziani,
- Carità,
- Studio della Torah,
- Scrolli della Torah,
- Mezuzah,
- Uccellagione,
- Mangiare grano nuovo,
- Mescolanze proibite,
- Riscatto del primogenito,
- Scomunica,
- Visitare gli ammalati,
- Lutto,
- Decime al Kohen,
- Proibizione del tatuaggio.